# Antonio Džolan
Antonio Džolan (Bugojno, 1983.), hrvatski akademski kipar, grafički dizajner i likovni pedagog iz Bosne i Hercegovine.
Osnovnu i srednju školu završio je u Prozoru, a na Širokom Brijegu diplomirao je kiparstvo na Akademiji likovnih umjetnosti 2007. u klasi profesora Nikole Vučkovića. Nakon toga je radio kao profesor likovne kulture u Travniku, Kupresu, Prozoru, Bugojnu i Uskoplju. Prvi put je samostalno izlagao u Bugojnu 2006. godine. Imao je više samostalnih i skupnih izložbi u zemlji i inozemstvu. Član je Amaterskog teatra FEDRA Bugojno za koji je radio kao scenograf, a za festival FEDRA je osmislio logo.
Član je Matice hrvatske, podružnica Bugojno. Obnašao je dužnost predsjednika podružnice od 2013. godine.
Živi i radi u Bugojnu. 

## Djela
- Dizajn/Portfolio, knjiga (2022.)[3]